# ハウスメイド (映画)
『ハウスメイド』（原題：하녀）は、2010年公開の韓国映画。1960年の映画『下女』のリメイク作品である。
監督のイム・サンス曰く「現代韓国の階級問題を正面から描きたかった」。

## あらすじ
ウニは女友だちと一緒に住んでいる。小さいベッドを置けばそれでいっぱいになるような部屋で二人はベッドに重なるようにして寝る。
ある日ウニは家政婦の面接を受ける。面接をするのはその家の家事を取り仕切っている年配の女で女史とも呼ばれる。家政婦として働き始めたウニは、その家の幼い一人娘ナミと仲良くなる。主人の妻は妊娠中で双子をはらんでいる。大きな腹が目立つ。主人はグランドピアノ専用の部屋で趣味でピアノを弾く。主人の弾くベートーヴェンのピアノ・ソナタ『テンペスト』第3楽章がまるでCD演奏のように邸宅に響き渡る。
ウニが浴槽を洗っていると帰宅した主人がウニの姿を目にする。家政婦の制服のスカートからウニの太ももが見える。
ウニの寝ているところに上半身裸の主人がワインを持ってやって来る。ウニのかけているシーツを主人がはぐと白の下着姿のウニの身体があらわになる。ウニは主人の下半身を露出させて顔をうずめ主人の命令に応じる。
家を取り仕切る女史がウニの妊娠に気づく。女史から話を聞いた女主人の母が失策をよそおってウニを階下に落とす。ウニは軽症を負い数日間入院する。ウニの妊娠を知った主人の妻はウニを平手打ちにし、金をやって家から追い出そうとする。主人の幼い娘ナミは、祖母がわざとウニを落としたとウニに話す。ウニがやさしくてかわいそうと言う。
主人の妻が出産のため病院に向かったすきにウニは家を出るが家人の護衛に捕まり連れ戻される。
病院で妻の出産を見届けた主人の家に戻ると、ウニが浴槽に浸っていた。妊娠がバレたこと、産むことをウニが告げると驚く主人。しかし、浴槽の中でウニは出血してしまう。主人の妻によって薬を盛られていたのだった。
横たわりながら、「子供を産ませてくれ、仕返しなどはしない」と訴えるウニに対し、主人は「産んでください」と言う。そのまま意識を失ったウニは、主人の妻の母(大奥様)が懇意にしている医者によって中絶させられてしまう。
病院で女史から話を聞いたウニは、復讐するつもりだと告げる。
ウニは女史の手引きで家に忍び込む。主人が赤ちゃんを抱いているウニの姿を見てとがめる。2階に上がったウニは主人と妻と娘のナミが見る前でシャンデリアからたらしたひもに首をかける。宙づりになってゆらゆら揺れるウニの身体に火がつく。スプリンクラーから出た水をさけるように主人と妻がナミと双子の赤ん坊をつれて部屋から逃げ出す。ナミは無表情に燃える火のかたまりを見る。
ナミの誕生日。双子の赤ん坊が加わった家族と家政婦たちが庭に集まってパーティーを開いている。ナミはふと家の方を見上げる。

## キャスト
役名: 俳優 （日本語吹替）
- ウニ: チョン・ドヨン （高橋理恵子）
本作の主人公。メイドとしてフンの屋敷で働くことになる。
- フン: イ・ジョンジェ （東地宏樹）
ウニの働く屋敷の主人。大金持ちの紳士。ウニと関係を持つようになる。
- ヘラ: ソウ （吉田聖子）
フンの若妻。妊娠中の双子と6歳になる娘ナミがいる。
- ビョンシク: ユン・ヨジョン （滝沢久美子）
フンの屋敷に古くから務めているメイド。屋敷のことはすべて把握している。

## 受賞・ノミネート
| 映画祭・賞                 | 部門           | 候補           | 結果       |
| -------------------------- | -------------- | -------------- | ---------- |
| カンヌ国際映画祭           | パルム・ドール | イム・サンス   | ノミネート |
| アジア・フィルム・アワード | 主演女優賞     | チョン・ドヨン | ノミネート |
| アジア・フィルム・アワード | 助演女優賞     | ユン・ヨジョン | 受賞       |
| アジア・フィルム・アワード | 衣裳デザイン賞 | チェ・ソヨン   | ノミネート |